# Тургунов, Мавлян
Мавлян Тургунов (узб. Mavlon Turgʻunov; 1905, Ташкент, Ташкентский уезд, Сырдарьинская область, Туркестанский край, Российская империя — 26 июня 1967, Ташкент, Узбекская ССР, СССР) — советский узбекский хозяйственный, государственный и партийный деятель.

## Биография
Родился в 1905 году в Ташкенте. Член КПСС с 1922 года.
С 1921 года — на хозяйственной, общественной и политической работе. В 1921—1965 гг. — батрак, комсомольский и партийный работник в Узбекской ССР, секретарь Ферганского, Андижанского областных комитетов КП(б) Узбекистана, первый секретарь Бухарского обкома КП(б) Узбекистана, заместитель председателя Комиссии партийного контроля Совмина Узбекской ССР, секретарь Ташкентского обкома КП(б) Узбекистана, председатель Ташкентского облисполкома, первый секретарь Маргиланского горкома КП(б) Узбекистана, в аппарате Совета Министров Узбекской ССР.
Избирался депутатом Верховного Совета Узбекской ССР 1-го, 2-го и 3-го созывов.
Умер в Ташкенте в 1967 году.